# 1226
Évszázadok: 12. század – 13. század – 14. század
Évtizedek: 1170-es évek – 1180-as évek – 1190-es évek – 1200-as évek – 1210-es évek – 1220-as évek – 1230-as évek – 1240-es évek – 1250-es évek – 1260-as évek – 1270-es évek
Évek: 1221 – 1222 – 1223 – 1224 –  1225 – 1226 – 1227 – 1228 – 1229 – 1230 – 1231

## Események

### Határozott dátumú események
- március 13. – III. Honoriusz pápa esztergomi érsekké nevezi ki Róbert veszprémi püspököt.[1]
- március 26. – II. Frigyes német-római császár átadja Itáliában a német lovagok magisterének az ún. rimini aranybullát, amely kiváltságlevél első alapítólevele lesz Német Lovagrend államának (1226–1526), s 1233-ra megtörténik az alapok letétele Kulmban.
- november 8. – Elfoglalja a francia trónt IX. Lajos francia király.
- november 29. – Megkoronázzák IX. Lajos francia királyt.

### Határozatlan dátumú események
- az év folyamán – 
  - II. András király fiainak adja tartományainak kormányzását. (Erdélyt a keleti hittérítés feladatával Béla herceg, Szlavóniát, Dalmáciát és Horvátországot Kálmán herceg, Halicsot András herceg kapja. András azonban nem tudja tartományát birtokba venni, ezért a király segítségére siet, de Zvenigrodnál vereséget szenved.)
  - III. Honoriusz pápa jóváhagyja a karmeliták működését.
  - II. Frigyes német-római császár összehívja a birodalmi gyűlést Cremonába.
  - Konrad Mazowieczki lengyel részfejedelem Kulm vidékére telepíti a Magyarországról elkergetett Német Lovagrendet, hogy védjék meg és foglalják el a pogány balti-szláv poroszok országát, amelyek állandó betöréseikkel zargatják a Lengyel királyságot.[2]
  - Buzád nembeli István foglalja el a zágrábi püspöki széket.[3]

## Születések
- június 21. – V. Boleszláv lengyel fejedelem († 1279)
- I. Károly szicíliai király († 1285)

## Halálozások
- október 4. – Assisi Szent Ferenc, a ferences rend alapítója (1228-ban avatták szentté)
- november 8. – VIII. (Oroszlán) Lajos francia király (* 1187)